# تاكومي موراكامي
تاكومي موراكامي (باليابانية: 村上 巧) (12 سبتمبر 1989 في كاناغاوا في اليابان – )؛ هو لاعب كرة قدم ياباني سابق كان يلعب كلاعب وسط.

## وصلات خارجية
- تاكومي موراكامي على موقع رابطة كرة القدم اليابانية للمحترفين (اليابانية)
- تاكومي موراكامي على موقع قاعدة بيانات كرة القدم.إي يو (الإنجليزية)
- تاكومي موراكامي على موقع Soccerway.com (الإنجليزية)
- تاكومي موراكامي على موقع عالم كرة القدم.نت (الإنجليزية)